# Сукха
Сукха (санскр. sukha, пали sukha) — термин, который в переводе с санскрита и пали означает счастье, удовольствие, лёгкость, радость или блаженство. В индийской философии соответствует положительному эмоциональному состоянию, которое противоположно отрицательному состоянию, страданию (духккхе). В ранних буддийских священных писаниях понятию «сукха» противопоставляется «прейа» (санскр. प्रेय), означающему преходящее удовольствие, тогда как «сукха» подразумевает подлинное состояние длительного внутреннего счастья. В Палийском каноне этот термин используется в контексте описания мирских устремлений, медитативных погружений и внутрипсихических явлений.

## Этимология
Согласно словарю Монье-Вильямса (1964) слово «sukha» образовано от «su» (хороший) и «kha» (отверстие) и изначально означает «наличие хорошего отверстия для оси». В Ригведе термин «сукха» означает «бегать быстро или легко» (применительно, например, к колесницам). Сукха противопоставляется дуккхе (часто переводится как «страдание»), и это было установлено в качестве основных принципов мотивации жизни в ранней ведической религии. Тема центральной роли дуккхи была развита в более поздние годы как в ведической традиции, так и в некоторых буддийских школах. Устранение дуккхи — это смысл существования в раннем буддизме.

## В палийской литературе
В Палийском каноне и связанной с ним литературе этот термин используется в общем смысле для обозначения благополучия и счастья в этой, либо в будущих жизнях. Кроме того, это технический термин, связанный с описанием фактора медитативного погружения (дхьяна) и чувственного ощущения (ведана).
Сукху можно разделить в соответствии с ассоциированными ценностями: один вид удовлетворяет потребности пяти чувств и является реакцией на различные помыслы; другой возникает в результате обретения ясного состояния ума, свободного от препятствий и ограничений сознания, таких как тревога, скованность и т. д.
Первый вид сукхи возбуждает ум и заставляет его хвататься и бороться, обуславливая зависимое и узкое состояние и привязанность к Я. Ассоциированные с этом видом сукхи мысли и действия зависят от внешних причин, что превращает людей в рабов различных внешних факторов. Их колебания, в свою очередь, являются источником стресса. В палийской литературе такой вид удовлетворения называется самисасукха (пали sāmisasukha), он связан с попыткой восполнить чувство нехватки и зависит от привлекательности материальных вещей (пали āmisa).
Второй вид сукхи — это счастье, которое не зависит от внешних причин. Это психическое состояние, позволяющее уму быть самим собой. Оно чистое, поскольку в нём нет возбуждающих и загрязняющих нездоровых наклонностей (пали kilesa); светлое, поскольку его появление связано с мудростью, позволяющей видеть вещи такими, какие они есть на самом деле; мирное, потому что нет возбуждения, беспокойства, разочарования и легковерия, а есть лишь расслабление и покой; независимое, потому что человек свободен от ограничений, наложенных на мышление. Этот вид сукхи обладает наивысшей важностью с точки зрения этики и называется нирамисасукха (пали nirāmisasukha), духовное счастье, утончённое и глубокое, которое выходит за рамки того, что мы обычно называем сукха.

### Общее стремление к жизни
В Палийском каноне Будда обсуждает с разными мирянами благополучие и счастье (пали hitasukha), относящиеся «к настоящей жизни» (пали diṭṭha-dhamma) и «к будущей жизни» (пали samparāyika), как это видно в следующих суттах.

#### Ананья сутта
В Ананья сутте АН 4.62 Будда описывает четыре типа счастья для «домохозяина, вкушающего чувственность» (гихина кама-бхогина, пали gihinā kāma-bhoginā):
- счастье владения (атти-сукха, пали atthi-sukha) богатством, нажитым справедливым и праведным путём;
- счастье от щедрого использования (бхога-сукха, пали bhoga-sukha) богатства на семью, друзей и достойные дела;
- счастье свободы от долгов (ананья сукха, пали anaṇa-sukha);
- счастье отсутствия порицания (анаваджжа-сукха, пали anavajja-sukha), счастье жить безупречной и чистой жизнью, не совершая зла мыслью, словом и действием.

Мудрые [домохозяева] (сумедхасо, пали sumedhaso) знают, что величайшее счастье домохозяина — это, безусловно, счастье отсутствия порицания.
Увидев эти вещи в ясном свете,
Мудрец узнает оба вида счастья.
Одной шестнадцатой ведь первое не стоит
Блаженства от отсутствия упрёков».
Комментарии поясняют, что под первым видом счастья подразумеваются совокупно первые три типа, а под вторым — четвёртый тип.

#### Калама сутта
В Калама сутте АН 3.65 горожане спрашивают Будду, как им выяснить, какое из духовных учений является истинным. Будда советует «войти и пребывать» (упасампаджжа вихарайятха, пали upasampajja vihareyyātha) в «вещах» или «качествах» (дхамма), которые являются:
- умелыми (кусала, пали kusalā);
- безупречными (анаваджжа, пали anavajjā);
- восхваляемыми мудрыми (виннюппасаттха, пали viññuppasatthā), и
- способствующими на практике благополучию и счастью (саматта самадиння хитая сукхая самваттанти, пали samattā samādinnā hitāya sukhāya saṃvattantī).

Затем Будда просит горожан оценить жадность (лобха, пали lobha), ненависть (доса, пали dosa) и заблуждение (моха, пали moha) в соответствии с этими критериями и горожане соглашаются, что проникновение вне жадности, ненависти и заблуждении ведёт к благополучию и счастью. Будда констатирует, что, учитывая это понимание, благородный ученик (арьясавако, пали ariyasāvako) наполняет все стороны света любящей добротой, состраданием, сорадованием и уравновешенностью (четыре брахма-вихары). Поступая так, человек очищает себя, избегает последствий, вызвывемых злом, живёт счастливой настоящей жизнью и, если в будущем случится перерождение, он родится в небесном мире.

#### Дигхаджану сутта
В Дигхаджану сутте АН 8.54 Дигхаджану приближается к Будде и заявляет:
Господин, мы, миряне, наслаждаемся чувственными удовольствиями, живём в доме, полном детей. Мы используем сандаловое дерево из Каси. Мы носим гирлянды, [используем] благовония и мази. Мы принимаем золото и серебро. Пусть Благословенный научит Дхамме так, чтобы это привело к нашему благополучию и счастью в этой жизни и в будущих жизнях.
В манере, несколько схожей с объяснением в вышеупомянутой Ананья сутте АН 4.62, Будда выделяет четыре источника, которые ведут к благополучию и счастью в нынешней жизни:
- продуктивные усилия (уттхана-сампада, пали uṭṭhāna-sampadā) для получения средств к существованию,
- усилия по защите (араккха сампада, пали ārakkha-sampadā) своего богатства от возможной кражи или бедствия,
- добродетельная дружба (калаяна-митата, пали kalyāṇa-mittatā), и
- уравновешенная жизнь (сама-дживиката, пали sama-jīvikatā), воздержание от распутства, пьянства, азартных игр и дурных знакомств.

Что касается благополучия и счастья в следующей жизни, Будда выделяет следующие источники:
- вера (саддха) в полностью просветлённого Будду,
- добродетель (сила), примером которой являются Пять священных заповедей,
- щедрость (чага, пали cāga), раздача даны и милостыни, а также,
- мудрость (пання), способность проникновения в суть возникновения и исчезновения вещей.

#### Практика любящей доброты (метта)
Как указывалось выше, в Калама-сутте Будда определяет практику четырёх безмерных обителей (брахма-вихар) как способствующую собственному благополучию и счастью. Первая из этих обителей — это метта (доброжелательность, любящая доброта), которая, классически выражается в Карания метта сутте СН 1.8:
| Пусть все существа будут счастливы сердцем. | Sabbe sattā bhavantu sukhitattā. |

Аналогичным образом, палийские комментарии (СН-А 128) определяют метту как «желание принести благополучие и счастье [другим]» (хита-сукха-упаная-камата, пали hita-sukha-upanaya-kāmatā).

### Как качество ощущений
Согласно буддийским концепциям пяти совокупностей (санскр. skandha, пали khandha) и зависимого происхождения (санскр. pratītyasamutpāda, пали paticcasamuppāda) «чувства» или «ощущения» (ведана) возникают из контакта с внешним объектом (например, как визуальный объект или звук) с органом чувств (например, глазом или ухом) и сознанием. В Палийском каноне такие чувства обычно описываются как приятное (сукха), неприятное (дуккха) или ни неприятное, ни приятное (адукха-асукха, пали adukkha-asukha).

### Умственный фактор в медитации
В комментаториях, посвящённых буддийской медитации, развитие сосредоточенного погружения (санскр. dhyāna, пали jhāna) канонически описывается в виде пяти факторов, четасик (санскр. caitasika, пали cetasika), которые противодействуют пяти препятствиям:
1. приложенная мысль (витакка, пали vitakka),
2. устойчивая мысль (вичара, пали vicāra),
3. радость/восторг/счастье (пити, пали pīti),
4. счастье/удовольствие/блаженство (сукха),
5. невозмутимость (упекха, пали upekkhā)

| Четасика (ментальные факторы)                         | Первая дхьяна                               | Вторая дхьяна                                        | Третья дхьяна                   | Четвёртая дхьяна                      |
| ----------------------------------------------------- | ------------------------------------------- | ---------------------------------------------------- | ------------------------------- | ------------------------------------- |
| Кама/акусала дхаммы чувственность/неискусные качества | отстранены                                  | -                                                    | -                               | -                                     |
| Пити (восторг)                                        | рождаются отстранённостью; пронизывают тело | рождаются посредством самадхи; пронизывают тело      | исчезает (вместе с несчастьем). | -                                     |
| Сукха (нечувственное удовольствие)                    | рождаются отстранённостью; пронизывают тело | рождаются посредством самадхи; пронизывают тело      | пронизывает физическое тело     | оставлена (ни удовольствия, ни боли)  |
| Витакка                                               | сопровождает дхьяну                         | объединение сознания, свободного от витакки и вичары | -                               | -                                     |
| Вичара                                                | сопровождает дхьяну                         | объединение сознания, свободного от витакки и вичары | -                               | -                                     |
| Упеккха                                               | -                                           | внутренняя уверенность                               | равностность, внимательность    | чистота равностности и внимательности |

Как видно из таблицы, и пити, и сукха рождаются из телесного уединения и душевного покоя. «Висуддхимагга» различает пити и сукху следующим образом:
И везде, где два связаны, радость [пити] является удовлетворенностью при получении желаемого объекта, и блаженство [сукха] является фактическим переживанием этого получения. Где радость [пити], там и блаженство (удовольствие) [сукха]; но там, где есть блаженство [сукха], не обязательно есть радость [пити]. Радость входит в совокупность образований [санкхара]; блаженство входит в совокупность чувств. Если человек, измученный в пустыне, увидит или услышит о том, что на опушке леса есть пруд, он будет рад; если же он войдет в тень леса и воспользуется водой, он испытает блаженство.
Представляя простую цепочку обусловленных событий, которая перекрывает приведённое выше повествовательное изложение, в Упаниса-сутте СН 12.23 говорится, что сукха возникает из спокойствия (пассаддхи) тела и ума и, в свою очередь, вызывает концентрацию (самадхи'). Ссылаясь на традиционную постканоническую палийскую литературу, связанную с этой суттой, Бхикку Бодхи добавляет следующее функциональное определение термина «сукха»:
Подкомментарий к Упаниса сутте объясняет сукху как счастье получить доступ к обладанию. Термин «доступ» (упачара) обозначает стадию культивирования безмятежности, непосредственно предшествующую полному погружению, намеченную цель медитации безмятежности. Доступ характеризуется отказом от пяти препятствий и возникновением «двойного знака», самосветящегося объекта внутреннего восприятия, который является фокусом для более высоких стадий концентрации.

### Характеристика пробуждения
Ниббана (санскр. Nirvāṇa) влечёт за собой фундаментальное исчезновение или «вытеснение» процессов, связанных с нездоровыми желаниями, отвращением и невежеством. С точки зрения опыта пробуждения эти пагубные процессы расцениваются как возбуждение ума. В отличие от такого возбуждения, термин «сукха» и родственные ему слова встречаются в тех отрывках палийского канона, где речь идёт о характеристиках спокойствия ниббаны, «необусловленного», как блаженства:
Рождённое, наступившее, произведённое,
Сделанное, сформированное –
Непостоянно, сотворено из старения и смерти,
Этот источник болезни, бренное,
Рождённое от питания и проводника –
Не достойно того, чтобы наслаждаться им.
Спасение от этого – это спокойное, постоянное,
Лежащее за пределами умозаключений,
Нерождённое, несозданное, беспечальное,
Незапятнанное состояние – прекращение
страдательных качеств,
Успокоение формаций, блаженство

## В санскритской литературе
В «Йога-сутрах» Патанджали использует слово «сукха», когда определяет асану как баланс между «сукха» и «стира» (сила, устойчивость, твёрдость).